# Diane Giorgis
 (octobre 2022).
Diane Giorgis, autrice et interprète de pièces de théâtre, de poésie et de textes de formes diverses, elle a également été ingénieure agronome, sociologue rurale, maraîchère et paysanne boulangère.

## Biographie
Née à Saint-Sébastien-sur-Loire, Diane Giorgis réside en Côtes-d'Armor.
Elle poursuit ses études à l'Institut national d'enseignement supérieur pour l'agriculture, l'alimentation et l'environnement - AgroCampus- à Rennes, jusqu'à son diplôme d’Ingénieur Agronome, Spécialisation Genie de l’Environnement Option Agriculture Durable et Développement Territorial en 2012, et publie des articles scientifiques en collaboration avec d'autres agronomes,, notamment en lien avec le Laboratoire Dynamiques Sociales et Recomposition des Espaces, Groupe de recherche de sociologie rurale : Ladyss du CNRS.
Elle suit également une formation théâtrale au Conservatoire de Saint-Brieuc sous la direction de Annie Lucas, Monique Lucas et Agathe Bosh.
Les formations et activités de Diane Giorgis sont très diverses et l'ont amené à publier et créer dans de nombreux domaines.
Les questions de l'espace public, des espaces naturels, de la bio-diversité ainsi que la nécessité du changement de modele-socio économique pour le monde occidental sont au centre de son travail.
Avec la Compagnie l'Artère elle crée des projets de création en lien avec l’espace public, l'écologie, le développement durable : Territoires Sensibles lors d'une Résidence d'écriture dans le cadre du Plan Climat Air Énergie Territoriaux en Bretagne Romantique est une creation en collaboration avec les habitants, après un travail de collectage; Herbes folles Macadam créé avec Monique Lucas en partenariat avec le conservatoire de St Brieuc est né du désir de faire se rencontrer les jeunes migrants habitant dans un foyer proche du conservatoire et les usagers habituels du lieu. 
Avec la Compagnie Après le mur, elle créé et interprète avec Ali Khelil la pièce Couvre-feu - 17 octobre 1961, qui entremêle des plans documentés et le décompte des disparus lors de ces six mois dramatiques en France.  
En 2022, le Centre national édition art image (CNEAI) accueille,dans le cadre de l'exposition "what is the Color of green ?" de Gabriela Ambergariapour,  la revue numéro 5 de Véhicule avec des performances de Joël Hubaut, Aziade Baudouin-Talec, Malte Martin, Cecile Mainardi, Vincent Menu, Garance Dor et Diane Giorgis.  

## Publications
- La vie est une chose minuscule et autres nouvelles, inclus le jour des W de Diane Giorgis, prix du jeune écrivain de langue française[13], ouvrage collectif, préface de Bernard Quiriny, Editions Buchet-Chastel, 2016.
- S'installer en agriculture : pour un véritable accompagnement des paysans de demain. co-écrit avec Michel Pech, Editions Charles Léopold Mayer, 2018[14].
- La vie est une forêt, théâtre. Editions Robe noire, 2019[15]
- Cœurs et centres mode d'emploi, document cartographique, carte, performance. Éditions Topos, 2021[16]

## Distinctions
- Prix du jeune écrivain de langue française, 2016[17]
- Premier prix du concours de nouvelles de Breizh Femmes, pour le texte Après les Rebonds, 2016[18]
- Bourse Beaumarchais-SACD, catégorie Théatre pour Le Courage de la baleine et la solitude des poissons rouges, 2017[19], pièce lue dans le cadre du Souffle d’Avignon, au sein du Festival d'Avignon, avec le soutien de la Société des Auteurs et Compositeurs Dramatiques[20].